# Порядок наследования княжеского титула Турн-и-Таксис

Герб князей Турн-и-Таксис

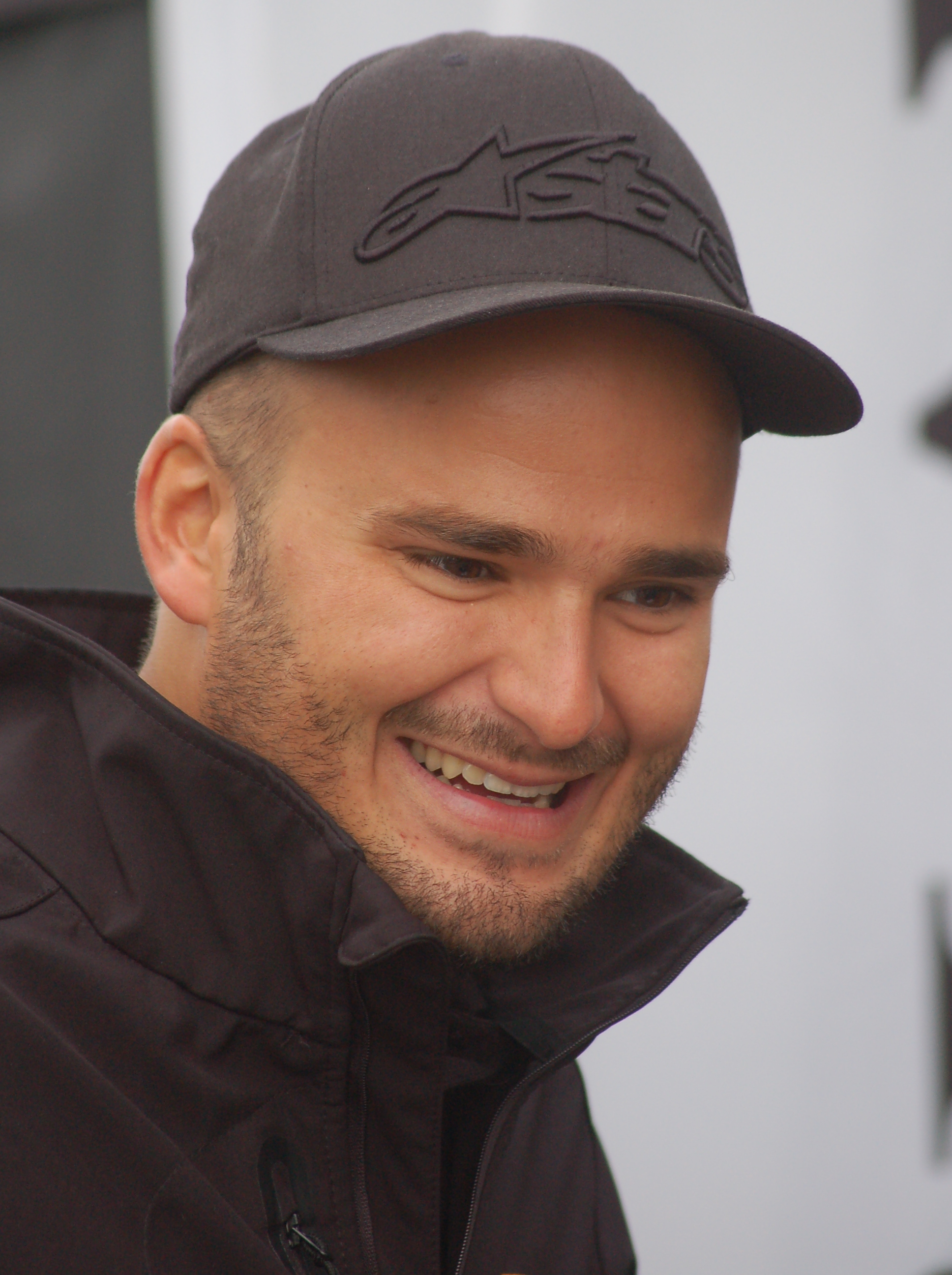
Альберт II (род. 1983), 12-й князь (фюрст) Турн-и-Таксис (с 1990 года)

Порядок наследования княжеского титула в доме Турн-и-Таксис регулируется агнатической примогенитурой или салическим законом. Женщины исключены из линии престолонаследия.
В настоящее время существует несколько линий княжеской династии, происходивших от Александра Фердинанда (1704—1773), 3-го князя Турн-и-Таксис (1739—1773).
Нынешним главой княжеского дома является принц Альберт II (род. 1983), 12-й князь (фюрст) Турн-и-Таксис (с 1990 года), единственный сын принца Иоганна (1926—1990), 11-го князя Турн-и-Таксис (1982—1990). Сейчас Альберт II не имеет детей, и, следовательно, в линии престолонаследия находятся его родственники. Порядок наследования титула выглядит следующим образом:
- Его Светлость принц Макс Эмануэль фон Турн унд Таксис (род. 7 сентября 1935)[1], единственный сын принца Рафаэла Райнера Турн-и-Таксиса (1906—1993), шестого сына принца Альберта, 8-го князя Турн-и-Таксиса (1867—1952)
- Его Светлость принц Альбрехт фон Турн унд Таксис (род. 5 июля 1930)[1], единственный сын принца Филиппа Эрнста Турн-и-Таксиса (1908—1964), младшего сына принца Альберта, 8-го князя Турн-и-Таксис (1867—1952)
- Его светлость принц Фридрих фон Турн унд Таксис (род. 22 июня 1950)[1], второй сын принца Иоганна Непомука Турн-и-Таксиса (1908—1959)
- Его светлость принц Карл Фердинанд фон Турн унд Таксис (род. 13 апреля 1952)[1], третий сын принца Иоганна Непомука Турн-и-Таксиса (1908—1959), младший брат предыдущего
- Его светлость принц Максимилиан фон Турн унд Таксис (род. 22 июня 1955)[1], четвертый (младший) сын принца Иоганна Непомука Турн-и-Таксиса (1908—1959), младший брат предыдущего.